# Ella Zeller
Ella Zeller Constantinescu (n. 26 noiembrie 1933, Moldova Nouă, Caraș-Severin, România – d. 8 martie 2025, Hanau, Hessa, Germania) a fost o jucătoare și antrenoare română de tenis de masă. Între 1952 și 1964 a câștigat mai multe medalii la simplu, dublu și cu echipa la Campionatul European și Campionatul Mondial de Tenis de Masă. A avut succes mai ales în echipă, la dublu femei și în echipa României câștigând medalii mondiale și internaționale mai ales  împreună cu Angelica Adelstein-Rozeanu. În 1995 a fost adăugată în ITTF Hall of Fame.
Zeller a început să se antreneze în Timișoara și apoi s-a mutat la București. A absolvit un institut de educație fizică și după ce s-a retras din competiții a lucrat ca antrenor de tenis de masă cu echipa națională (1967–1989). A avut de asemenea poziții de conducere în federația națională și europeană de tenis de masă și a fost președinte al comisiei naționale pentru sportul feminin. În 1989 s-a mutat în Germania, unde în perioada 1990-1994 a lucrat pentru Federația Germană de tenis de masă.
În anul 2000 i s-a conferit Crucea Națională „Serviciul Credincios”, clasa a III-a.
Ella Zeller Constantinescu a decedat în data de 7 martie 2025, în spitalul din Hanau, Germania, la vârsta de 91 de ani.